# Frederik Paulsen (Mediziner)
Frederik Paulsen (* 31. Juli 1909 in Dagebüll als Friedrich Paulsen; † 3. Juni 1997 in Alkersum auf Föhr) war ein deutsch-schwedischer Mediziner und Unternehmer. Er war Gründer des Pharmaunternehmens  Ferring Pharmaceuticals, das ab 1988 von seinem Sohn Frederik Paulsen (junior) geleitet wurde.

## Leben und Familie
Frederik Paulsen wurde am 31. Juli 1909 in dem an der nordfriesischen Westküste gelegenen Ort Dagebüll geboren und wenige Tage später auf den Namen Friedrich Paulsen getauft. Seine Eltern Otto Paulsen und Keike Arfsten stammen von der Nordseeinsel Föhr. Der Vater war Postbeamter, der mit seiner Frau bewusst nicht auf Föhr wohnen wollte, um seinen Kindern eine gute Ausbildung auf dem Festland zu ermöglichen. 1913 zog die Familie nach Erfde und 1917 nach Kiel. Dort konnten Paulsen und seine beiden Brüder die Kieler Gelehrtenschule besuchen und das Abitur (Frederik Paulsen 1928) machen. Auch die beiden Schwestern besuchten höhere Schulen und legten ihr Abitur ab. Paulsen entwickelte vor allem schöngeistige Neigungen und war sehr an Philosophie, Literatur und Geschichte sowie Politik interessiert.
Während seines Medizinstudiums (1928–1935 in Graz, Frankfurt am Main, Kiel und Basel) geriet Paulsen 1933 in Kiel aufgrund seiner politischen Aktivitäten (Flugblattaktion) in Konflikt mit den Nationalsozialisten, weswegen ihn die Gestapo verhaftete und er von 1934 bis 1935 im Zentralgefängnis in Neumünster inhaftiert wurde. Nach seiner Entlassung aus der Gefängnishaft am 7. April 1935 floh er nach Basel in der Schweiz, wo er sein Abschlussexamen absolvierte und promoviert wurde. Aus Angst vor einer erneuten Haft bzw. vor dem Konzentrationslager, emigrierte Paulsen nach Malmö, wo er 1942 schwedischer Staatsbürger wurde. Bei der Übernahme der schwedischen Staatsbürgerschaft änderte er seinen ursprünglichen Vornamen Friedrich in Frederik.
Im Jahr 1939 heiratete Frederik Paulsen Margareta Liljequist. Gemeinsam hatten sie sechs Kinder. 1958 ließ sich Frederik Paulsen scheiden und nahm seine langjährige Mitarbeiterin Eva Frandsen zur Ehefrau.
Nachdem sich Frederik Paulsen Anfang der 1970er Jahre komplett aus dem von ihm gegründeten Unternehmen Ferring zurückgezogen hatte, verstarb er 1997 im Alter von 87 Jahren in Alkersum auf Föhr. Bereits 1961 hatte Paulsen das Stammhaus seiner Mutter in Alkersum auf Föhr gekauft, um dort seinen Lebensabend zu verbringen.

## Unternehmer
In Schweden arbeitete Frederik Paulsen unter anderem für den schwedischen Arzt Eskil Kylin und später für das niederländische Pharmaunternehmen Organon. Er erkannte das bis dato kaum genutzte Potenzial der Peptidhormone und verlegte seine Forschungsarbeiten auf dieses Gebiet. Eine wichtige Rolle spielte dabei seine Mitarbeiterin und spätere zweite Ehefrau, die dänische Chemikerin Eva Frandsen. Mit der Forschung an Hormonen und ihrer Synthese wurde die Grundlage für den späteren Erfolg des Unternehmens Ferring gelegt.
Im Jahr 1950 gründete Frederik Paulsen in Malmö zunächst das Pharmaunternehmen Nordiska Hormon Laboratoriet. Nach dem Ausstieg seiner beiden dänischen Geschäftspartner 1954 wurde das Unternehmen 1956 offiziell in Ferring Pharmaceuticals umbenannt. Der Name leitet sich aus dem Namen der Insel Föhr ab: Die friesische Bezeichnung für Föhr ist Feer, das Adjektiv dazu lautet fering (mit kurzem e gesprochen).
Mit der kommerziellen Synthese von Hormonen, vor allem der Produktion von ACTH, war Ferring in den 1950er und 1960er Jahren einer der Pioniere auf dieses Gebiet. Das Unternehmen wird heute von Frederik Paulsens Sohn Frederik Paulsen junior geführt.

## Friesisches Engagement
Zeit seines Lebens und verstärkt nach dem Rückzug aus seinem Unternehmen widmete sich Frederik Paulsen der Erforschung und kulturellen Pflege des „Friesentums“. So gründete Paulsen zum Beispiel 1988 die Ferring-Stiftung in Alkersum. Sein Ziel war es, für die Insel Föhr und alle Nordfriesen auf einem gesicherten wirtschaftlichen Fundament eine Institution zu schaffen, die die eigene Sprache und Kultur bewahren soll.